# Bobby Zamora
Robert Lester „Bobby“ Zamora (* 16. Januar 1981 in Barking, London) ist ein ehemaliger englischer Fußballspieler auf der Position des Stürmers. 

## Karriere
Als ein West-Ham-United-Fan von klein auf begann Bobby Zamora seine Fußballkarriere in jungen Jahren bei Senrab FC, bevor er in die berühmte „Academy of Football“ von West Ham wechselte. In seinem Jahrgang trainierte er gleichzeitig mit Spielern wie Jlloyd Samuel, Fitz Hall und Paul Konchesky (der später ebenfalls wieder zu den „Hammers“ zurückkehrte).
Er wurde daraufhin von den Bristol Rovers unter Vertrag genommen. Der Klub verlieh ihn für einen Monat nach Bath City sowie drei Monate nach Brighton & Hove Albion. In diesen insgesamt zwölf Partien erzielte der Stürmer 14 Tore. Im Sommer 2000 nahm ihn Brighton endgültig unter Vertrag. In den darauffolgenden drei Jahren absolvierte er 119 Spiele und erzielte dabei 70 Tore. Zamora entwickelte sich zum Publikumsliebling und wurde für das englische U-21-Team einberufen.
2003 wechselte er für eine geschätzte Ablösesumme von einer Million Euro zu Tottenham Hotspur. Er konnte sich allerdings nicht in der Stammelf etablieren und verließ den Verein nach einem Jahr in Richtung West Ham United.
In seiner ersten Saison traf Bobby Zamora doppelt gegen Ipswich Town in der zweiten Halbzeit des Play-off-Halbfinales. Er traf ebenfalls als einziger bei West Hams Sieg gegen Preston North End im Championship-PlayOff-Finale im Millennium Stadium, das West Ham zum Aufstieg in die Premier League berechtigte.
Am ersten Spieltag der Saison 2006/07 erzielte der Angreifer einen Doppelpack gegen Charlton Athletic. Dabei küsste er bei einem Tor das Club-Badge und schrie: „This is my team, this is my fuckin' team“. Das macht den bisher schon sehr beliebten Spieler bei West Ham beinahe zu einer Legende.
Trotz seines hohen Status wechselte Zamora 2008 zusammen mit Teamkollege John Paintsil zum FC Fulham. Die Ablösesumme belief sich insgesamt auf rund sechs Millionen Euro. Er konnte allerdings nicht mehr an seinen Leistungen bei West Ham anknüpfen, schoss in seiner ersten Saison nur zwei Tore. Im Juli 2009 führte Fulham deswegen intensive Transfergespräche mit Hull City, doch Zamora entschied sich gegen das Angebot und blieb bei den „Cottagers“. Beim darauffolgenden ersten Europa-League-Spiel gegen Vėtra Vilnius war er an allen drei Toren des 3:0-Sieges beteiligt.
Am 31. Januar 2012 wechselte Bobby Zamora zu den Queens Park Rangers.